# Königswartha
Königswartha, in alto sorabo Rakecy, è un comune di 3.821 abitanti della Sassonia, in Germania.
Appartiene al circondario (Landkreis) di Bautzen (targa BZ).